# Arne Jacobsen

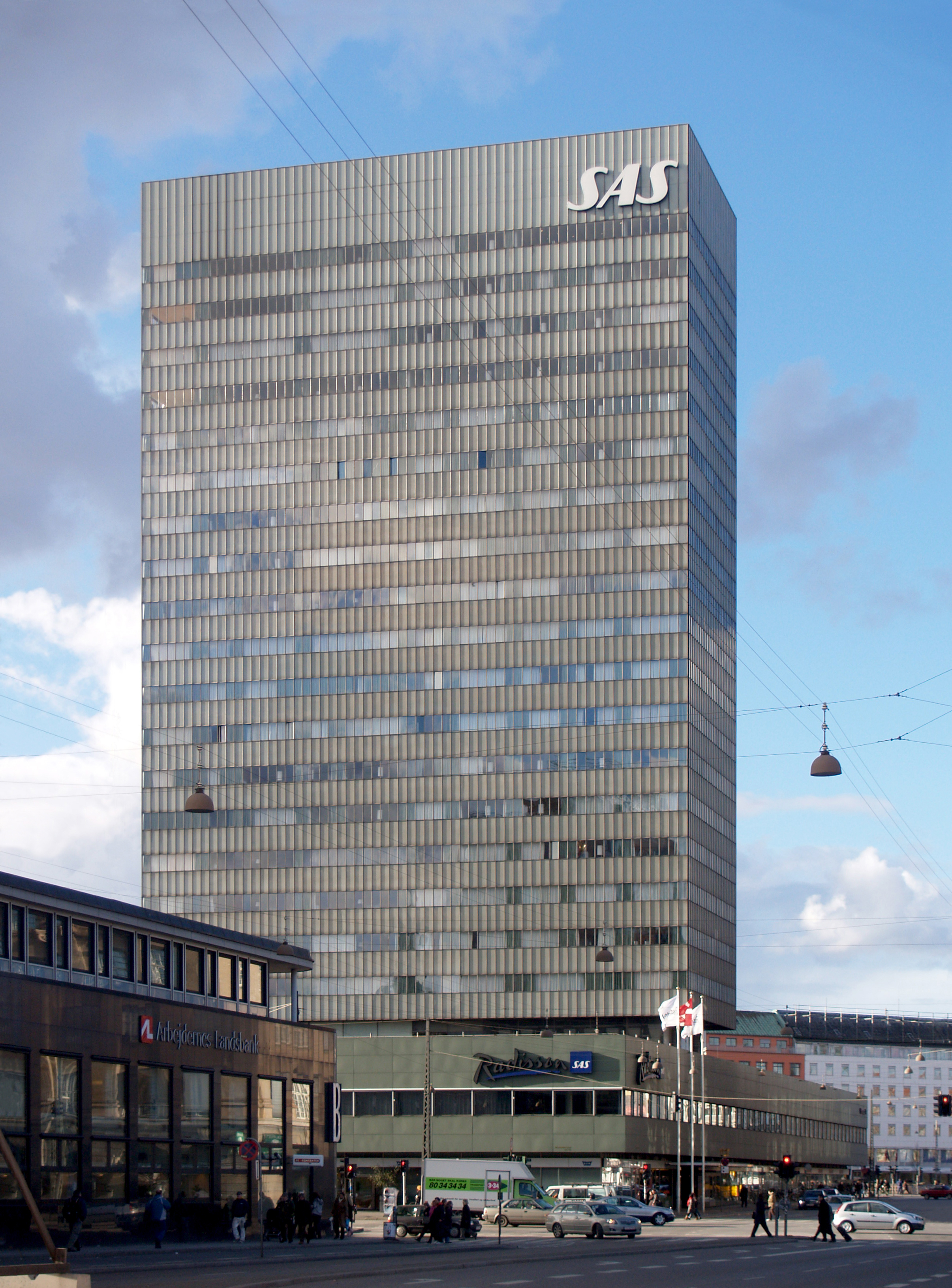
SAS Royal Hotel en Copenhague.

Arne Jacobsen (11 de febrero de 1902-24 de marzo de 1971) fue un arquitecto y diseñador industrial danés. Nació en Copenhague y tras estudiar cuatro años en una escuela de construcción, entró en la Facultad de Arquitectura de la Real Academia de Bellas Artes.
Entre sus obras arquitectónicas más importantes están el St. Catherine's College en Oxford, el Hotel de la SAS en Copenhague, la sede del Banco Nacional de Dinamarca en Copenhague y la embajada real danesa en Knightsbridge (Londres).
Muchos de los muebles diseñados por Jacobsen se han convertido en clásicos, entre ellos la silla Hormiga de 1951 y las sillas Cisne y Huevo diseñadas para el hotel SAS. Sin embargo, Jacobsen es conocido por la silla modelo 3107 de 1955, también llamada "Silla Número 7", de la que se vendieron más de 5 millones de unidades. La número 7 fue usada en 1963 para esconder la desnudez de Christine Keeler en el retrato icónico de Lewis Morley. Su otra contribución a la cultura popular en los medios son sus cubiertos de diseño, con cucharas para ambas manos, en la película 2001: A Space Odyssey, elegidas para la película por su diseño "futurístico".
La clave del éxito de los objetos de Jacobsen se encuentra en su diseño elegante y esencial que le dan un atractivo externo.

## Biografía

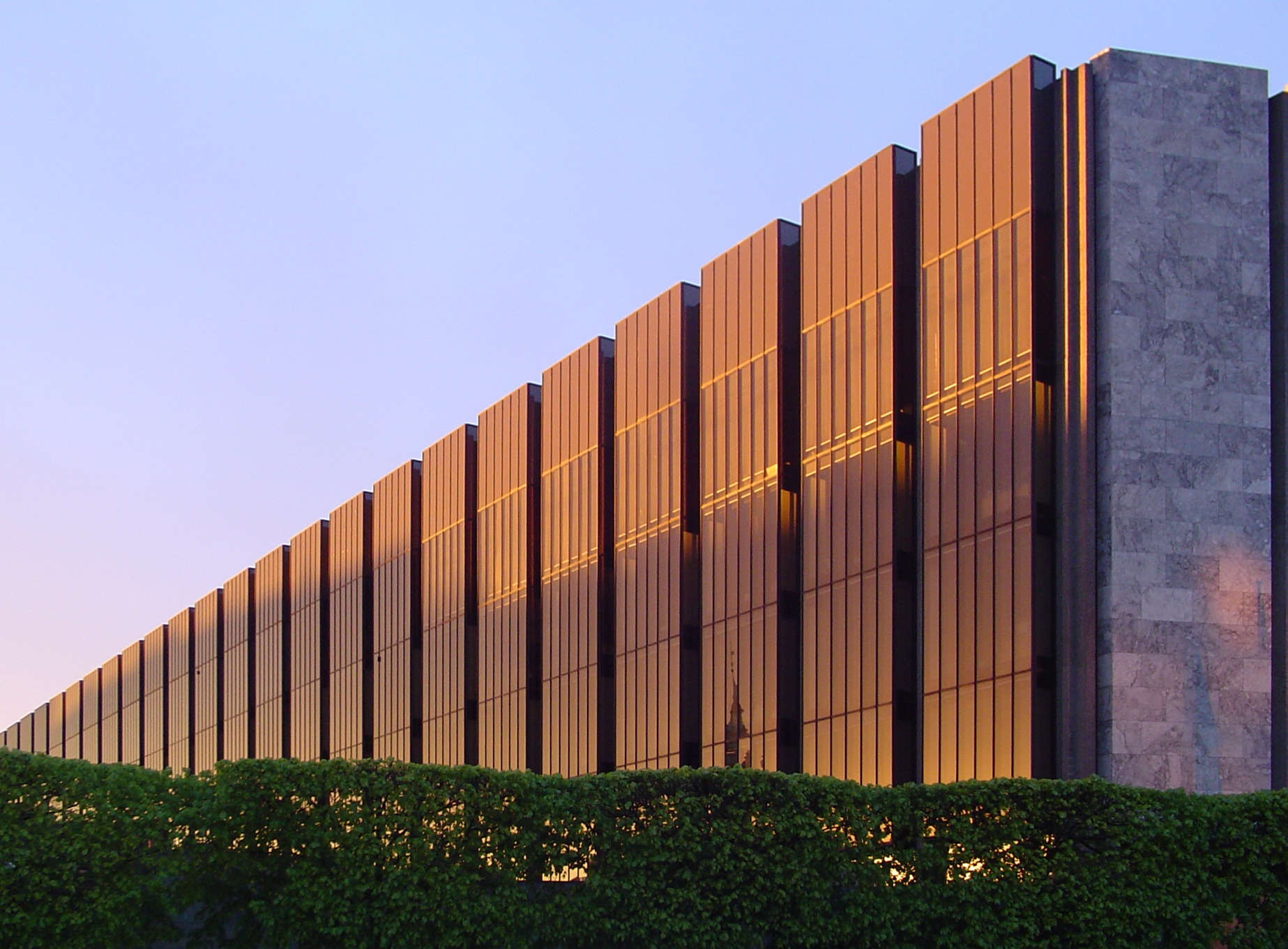
Banco Nacional de Dinamarca de 1956.

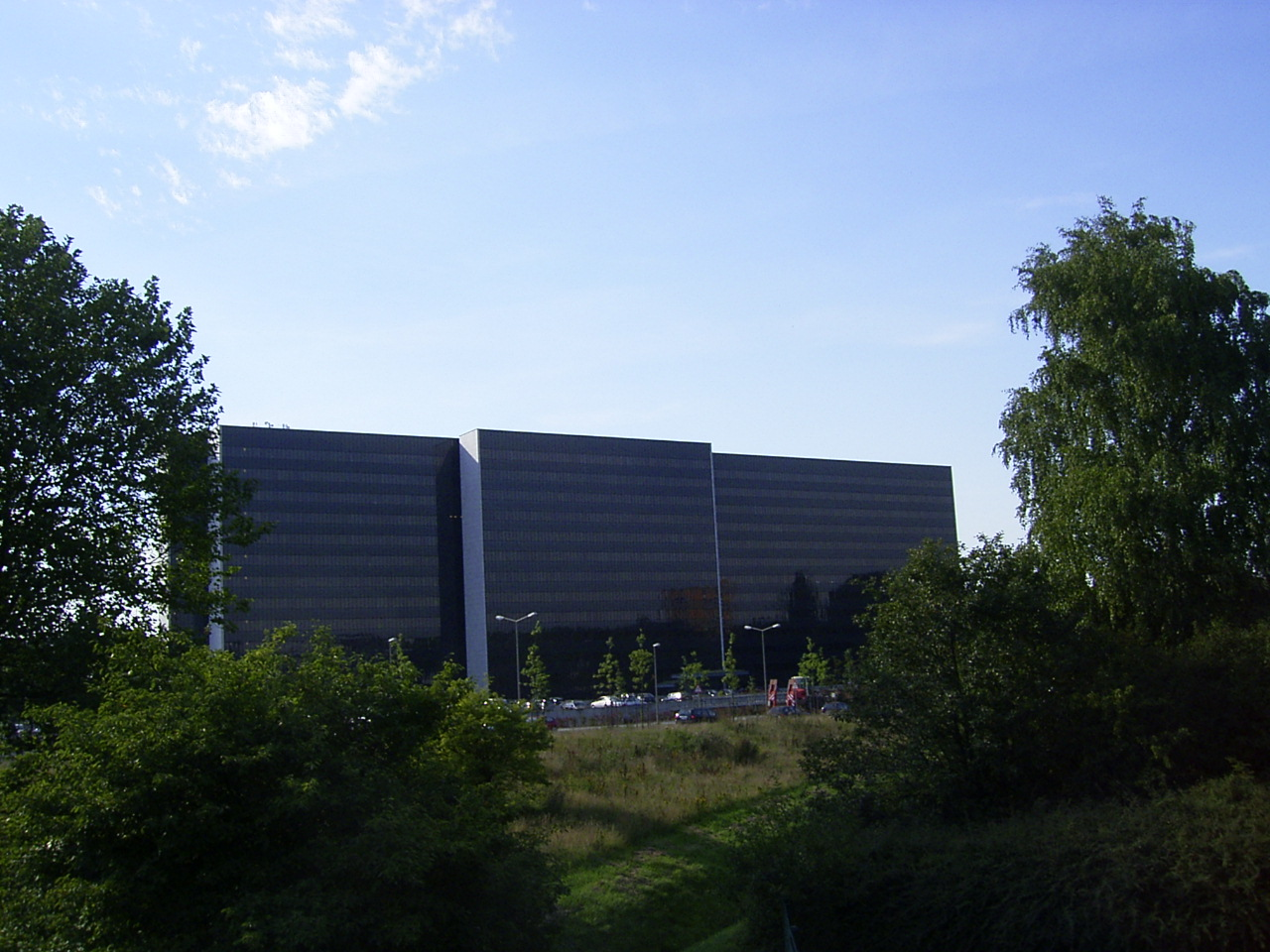
Hamburger Elektrizitaetswerke Verwaltungsgebaeude en Hamburg.

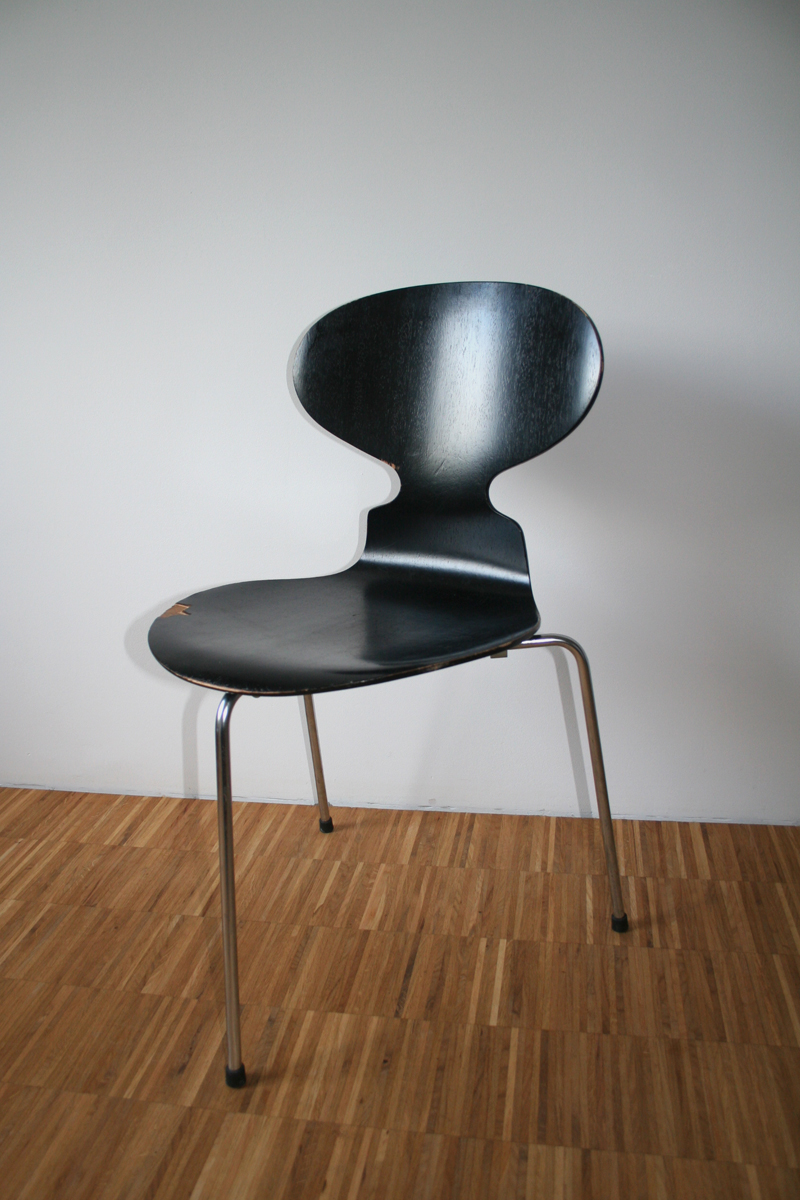
Silla Ant de 1952.

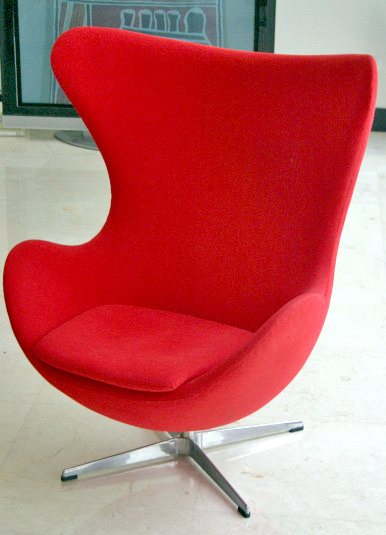
The Egg de 1958.

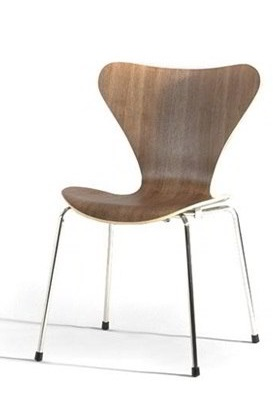
silla modelo 3107 "silla número 7"

Jacobsen fue albañil por unos años. Comenzó su carrera de arquitectura estudiando en la Kongelige Danske Kunstakademi de Copenhague, donde se graduó en 1927. Luego fundó su propio estudio en Hellerup para trabajar en arquitectura e interiorismo de forma independiente. Sus influencias fueron Le Corbusier, Gunnar Asplund, y Ludwig Mies van der Rohe. Fue pionero del diseño moderno en Dinamarca, con su obra "La casa del futuro" diseñada junto con Fleming Lassen en 1929. Su mayor proyecto fue el edificio para la terminal aérea SAS y el Royal Hotel de Copenhague (1956-1960) en donde Jacobsen intervino en cada detalle como la tapicería y la iluminación. Por esos años, también incursionó en el diseño industrial, con objetos como las sillas Ant (1951-1952) y las Series 7 (1955) para Fritz Hansen. También diseñó las luminarias AJ (1955-1960) para Louis Poulsen, la colección de objetos metálicos Cylinda-Line para Stelton y cubertería para Georg Jensen. Durante la década de los 60 se dedicó a la docencia en la Skolen for Brugskunst de Copenhague y diseñó el St. Catherine's College de Oxford.

## Obra

### Arquitectura
- Bellavista en Klampenborg (1933-34)
- Cine Bellevue (1935-36)
- Estación de servicio de Skovshoved, Copenhague (1937)
- Ayuntamiento de Århus (1939-42)
- Ayuntamiento de Søllerød (1940-42)
- Las Casas Søholm en Klampenborg (1950-54)
- Ayuntamiento de Rødovre (1957)
- Ayuntamiento de Glostrup (1958)
- The Munkegård School en Copenhague (1955-59)
- SAS Royal Hotel de Copenhague (1958-1960)
- Toms Chocolate Factories en Ballerup (1961)
- Sede del Banco Nacional de Dinamarca, Copenhague (comenzado en 1965)
- St Catherine's College, Oxford (1964-66)
- Hamburger Elektrizitaetswerke Verwaltungsgebaeude en Hamburg (City Nord)
- Ayuntamiento de Maguncia (1970-1973)

### Mobiliario
- Silla Ant (1952)
- Silla Modelo 3107 (1955)
- Silla Grand Prix (1957)
- Silla egg (1958)
- Silla Swan (1958)